# Mariechen Wehselau
Mariechen M. Wehselau (Honolulu, 15 maggio 1906 – Honolulu, 12 luglio 1992) è stata una nuotatrice statunitense.
Specializzata nello stile libero ha vinto la medaglia d'oro nella staffetta 4x100 m e l'argento nei 100 m alle olimpiadi di Parigi 1924.
È diventata una dei Membri dell'International Swimming Hall of Fame.
È stata primatista mondiale dei 100 m sl e della staffetta 4x100 m sl.

## Palmarès
- Olimpiadi
  - Parigi 1924: oro nella staffetta 4x100 m sl e argento nei 100 m sl.